# Senecio greenmanii
Senecio greenmanii là một loài thực vật có hoa trong họ Cúc. Loài này được (H.Rob. & Brettell) L.O.Williams miêu tả khoa học đầu tiên năm 1975.